# Benjamin Jamieson
Benjamin Jamieson (15 maart 1874 - Victoria, 3 december 1915) was een Canadees lacrossespeler. 
Met de Canadese ploeg won Jamieson de olympische gouden medaille in 1904.

## Resultaten
- 1904  Olympische Zomerspelen in Saint Louis